# Axel Rietz
Axel Gerhard Rietz, född den 8 oktober 1860 i Tygelsjö socken, Malmöhus län, död den 6 maj 1929, var en svensk präst. Han var son till Ernst Rietz och farbror till Einar Rietz. 
Rietz blev student vid Lunds universitet 1879, vid Uppsala universitet 1884, filosofie kandidat 1882, teologie kandidat 1889, konsistorieamanuens i 
Stockholm 1890-1900, pastoratsadjunkt i S:t Jakobs och S:t Johannes församling i Stockholm 1890, vice pastor i Adolf Fredriks församling där 1895 och pastoratsadjunkt i samma församling 1896. Rietz blev kyrkoherde i Värmdö 1899 och kontraktsprost 1902. Han utgav en avskedspredikan från Adolf Fredriks kyrka.